# Vidar Vang
Vidar André Vang, född 22 september 1976, är en norsk sångare och musiker (gitarr, piano, munspel), som kommer från Bjerkvik, strax norr om Narvik, i Nord-Norge. 
Han tycker om det engelska bandet Oasis, och hans inspirationskällor är de amerikanska musikerna Hank Williams, Elvis Presley och dessutom Bob Dylan.

## Starten
Karriären startade i hans hembygd i bland annat band som "Black Harlem", men 1995 satsade han på en egen karriär. År 1997 flyttade han till Bergen och uppträdde som soloartist. År 1999 gav han ut albumet Blue, där han själv spelade alla instrument. Albumet blev bara tryckt upp i några hundra exemplar, och blev sålt på konserter han hade.
År 1999 bildade han bandet "Vidar Vang & The Northern Men". Så spelade han på by:Larm år 2000 med stor succé, och fick därefter kontrakt med EMI. Vang flyttade så till Oslo, samma år. År 2002 kom albumet Rodeo, som blev mycket bra mottaget, både bland press och publik. Albumet blev nominerat till Spellemannprisen i kategorin rock, 2003. Nästa album kom 2004, Stand Up Straight. Bägge albumen inspirerade av amerikansk rock, där texterna är centrala i musiken.
På albumet Vidar Vang, 2006, var uttrycket mer akustiskt. Han hade nya musiker med sig på detta album. Så spelade han både i Sverige och Norge, och var bland annat uppvärmningartist för både Waterboys och Madrugada. Albumet Sleepless Songs, kom 2010. År 2012 kom Sidewalk Silhouettes, som igen hade sången, och den akustiska gitarren, i fokus.

## Senare år
Så har han gett ut Vårres egen lille krig, 2015, och 8530 Bjerkvik, 2018, med singeln, "Hvis du ser ho", som har fått mycket speltid på radion.   

## Diskografi
Studioalbum
- Blue (1998)
- Rodeo (2002) (också på limited edition-vinyl plus CD med fem bonusspår)
- Stand Up Straight (2004)
- Vidar Vang (2006)
- Sleepless Songs (2010)
- Sidewalk Silhouettes (2012)
- Vårres egen lille krig (2015)
- 8530 Bjerkvik (2018)
- Mann fra Nord (2019)